# شيرلي براون
شيرلي براون (بالإنجليزية: Shirley Brown)‏ هي مغنية أمريكية، ولدت في 6 يناير 1947.

## وصلات خارجية
- شيرلي براون على موقع ميوزك برينز (الإنجليزية)
- شيرلي براون على موقع ديسكوغز (الإنجليزية)